# Kermesse fiamminga
Kermesse fiamminga è un dipinto a olio su tavola (149x261 cm) realizzato tra il 1635 ed il 1638 dal pittore Peter Paul Rubens. È conservato nel Musée du Louvre di Parigi.